# 小田佳奈子
小田 佳奈子（おだ かなこ、1962年8月3日 - ）は、日本の女性作詞家。北海道釧路市出身。

## 人物
ビーイングとの関わりが深く1990年代のビーイングに所属する歌手の中で、作詞を活動の主としないアーティストの作品には必ずと言っていいほど名を連ねていたが、2003年以降作詞活動は確認されていない。
最初に作詞を手がけたのは、栗林誠一郎の「Secret Lover」（但し、アルバム『LA JOLLA(ラ・ホーヤ)』では、小田加奈子名義）。栗林曰く、「彼女の作詞はアーティストの心情を反映した作品」とのこと。

## 作詞提供
- 生沢佑一

「Hard to Say Good-Bye」（作曲：栗林誠一郎）（関西テレビ系ドラマ『ホテルウーマン』主題歌）
ホテルウーマン オリジナルサウンドトラックに収録
- EDGE(水野松也)

シングル
「どこかで君の声が聴こえてくる」（作曲:多々納好夫）
「もっとうまく愛を奪いたい」（作曲:水野松也）（どこかで君の声が聴こえてくる c/w）
- Cup's

シングル
「愛しているのに Bye Bye Love」（作曲:羽田一郎）
- KEY WEST CLUB

シングル
「LAST SUMMER DAYS」（作曲:栗林誠一郎）（UNBELIEVABLE c/w）
「LOVE・Secret Version」（作曲:多々納好夫）（夢はマジョリカ・セニョリータ c/w）
アルバム
UNBELIEVABLE
「september tears」（作曲:宝仙明伽音）
「coconuts heaven」（作曲:宝仙明伽音）
「Silent Beach」（作曲:川島だりあ ）
「Ticket to the lonliness」（作曲:多々納好夫）
「LOVE・Secret Version」（作曲:多々納好夫）
「真夏のsolitude」（作曲:宝仙明伽音）
- 栗林誠一郎（全曲作曲：栗林誠一郎）

アルバム
LA JOLLA
「Secret Lover」
Summer Illusion
「Still I Need Your Love」
You Never Know
「誰のためでもない夜」
「Too late to turn back」
「Nothing to lose」
「COME ON」
Good-bye to you
「Hard to say good-bye」（原曲：生沢佑一）
「SECRET LOVER」
「Being with you, all I need」
会わなくてもI Love You
「ONE MORE TIME」
「さよならには届かない」
「LET ME KNOW YOU」
「Back to the Summer」
「Can't Forget You」
「Everything become a memory」
遠く離れても
「I LOVE YOU SO」
「帰らない季節」
「遠く離れても」
「残された夏」
「いつでも君を見つめている」
「Nobody Got It Right」
Rest of My Life
「The Rest of My Life」（日本語詞部分）
「どんなに強く抱いても」
「We don't stay with memories」
「Maybe somothing wait for me」
「Just Let Me Tell You」
「I LOVE YOU」
「I'm Still in Love」
No Pose
「名もない想い出」
「時は流れて」
Frosted Glass
「永遠の少年たち」
「Those summer days」（原曲:B.B.クィーンズ「いとしのsummer days」）
「君に言えない感情」
「I'll be with you」
「明日は来る」
「バラードが泣いた夜」（原曲:Mi-Ke「Please, Please Me Love」(作詞は上杉昇)）
- 西城秀樹「ハッピー･エンドをぶっとばせ（作曲：寺尾広）」
- 桜っ子クラブさくら組「いつだってJAPANESE（作曲：多々納好夫）」
- 設楽りさ子「心の天気予報」
- J.A.M. Cream「冬のラプソディー」
- spAed「悪い噂」「BELIEVE MY SOUL」「control」「DILEMMA」「DON'T DISTURB」「Miscast」「Set Me Free」
- SO-FI

シングル
「「愛してる」を云わせたい」（作曲:大島こうすけ）
- DYNAMICS「それがあなたのいいところ」（一倉宏と共同）
- 田中傑幸「CHANGE（作曲：多々納好夫）」
- DALI、桜っ子クラブさくら組／ムーンリップス「ムーンライト伝説」（テレビアニメ「美少女戦士セーラームーン」主題歌）
- TARAKO

シングル
「ハートのジョーカー（作曲:寺尾広）」
「ゆびきりげんまんONDO!」（作曲:）（ハートのジョーカー c/w）
- TWINZER

シングル
「SUMMER DAYS」（作曲:織田哲郎）（LEAVE ME ALONE c/w）
「OH SHINY DAYS」（作曲:織田哲郎）（大塚製薬「ファイブ・ミニ」CMソング）
「THAT'S CRAZY」（作曲:生沢佑一）（OH SHINY DAYS c/w）
「I Will Wait For You」（作曲:生沢佑一）
「Let's stay together」（作曲:生沢佑一）（I Will Wait For You c/w）
アルバム
OH SHINY DAYS
「Let's stay together」（作曲:生沢佑一）
「OH SHINY DAYS」（作曲:織田哲郎）
「I Will Wait For You」（作曲:生沢佑一）
「LET ME TRY AGAIN」（作曲:柴田直人）
「THAT'S CRAZY」（作曲:生沢佑一）
「YOU'RE A WOMAN」（作曲:生沢佑一）
Feel All Right
「想い出は抱きしめられない」（作曲:多々納好夫）（関西テレビ・フジテレビ系ドラマ『愛と疑惑のサスペンス』エンディング・テーマ）
「今なら すべてを」（作曲:生沢佑一）
prayer
「愛しき者のために」（作曲:）
LIKE A TEEN SPIRIT
「I'm In Love With You」（作曲:）
Fifth Hard Core
「Alone Again」（作曲:）
- 坪倉唯子

シングル
「Who's playing my part?」（作曲:寺尾広）（ジュテーム c/w）
アルバム
ジュテーム
「両手の中の八月」（作曲:寺尾広）
「いとしさに勝てない」（作曲:浜田金吾）
「泡沫 "UTAKATA"」（作曲:寺尾広）
「さよならで終われない」（作曲:葉山たけし）
「真夜中のSo Long」（作曲:芦沢和則）
「永遠の一瞬」（作曲:古川真一）
Devious
「ひとときの夢に抱かれ」（作曲:望月衛介）
「Dreamy Twilight」（作曲:本田孝信）
「限りない夜の果て」（作曲:竹村かおり）
「想い出は あどけなく」（作曲:芦沢和則）
「もうすぐ会える」（作曲:本田孝信）
- DEEN

アルバム
DEEN
「Keep on Dancin'」（作曲:山根公路・古井弘人）
- 中谷美紀

シングル
「あなたがわからない」（作曲:羽田一郎）
- 中原薫

アルバム
Dolce
「見つめあう瞳があるから」（作曲:牧穂エミ）
「永遠に守りたい」（作曲:瀬木祐未子）
- 中村彩花

シングル
「遥かな時を越えて（作曲:川島だりあ）」（火曜サスペンス劇場主題歌）
- B.B.クィーンズ

アルバム
Party
「悲しきバレンタイン」（作曲:寺尾広）
「恋するWeekend Girl」（作曲:栗林誠一郎）
真夏のB.B.クィーンズ
「いとしのSummer Days」（作曲:栗林誠一郎）
「夏の彼方」（作曲:栗林誠一郎）
- FIELD OF VIEW

シングル
「冬のバラード」（作曲:多々納好夫）（TBS系「心の扉」エンディングテーマ）
「秋風のモノクローム」（作曲:多々納好夫）（日本テレビ系「まねキン」EDテーマ）
「夏の記憶」（作曲:猪島庄司）
アルバム
FIELD OF VIEW II
「Rainy day」浅岡雄也と共作（作曲:多々納好夫）
「Growin' Love」（作曲:多々納好夫）
SINGLES COLLECTION+4
「もう一度」（作曲:多々納好夫）
「ある晴れた日」（作曲:浅岡雄也）
FIELD OF VIEW III 〜NOW HERE NO WHERE〜
「想い出すよ 君の笑顔を」（作曲:新津健二）
LOVELY JUBBLY
「夏の片隅で」（作曲:新津健二）
CAPSULE MONSTER
「冬のバラード」（作曲:多々納好夫）
Memorial BEST 〜Gift of Melodies〜
「冬のバラード」（作曲:多々納好夫）
「夏の記憶」（作曲:猪島庄司）
- BLIZARD

アルバム
DANGER LIFE
「Break Out」（作曲:松川敏也）
- BON-BON BLANCO

アルバム
BEAT GOES ON
「The sea of the time」（作曲:大島こうすけ）
- MANISH

シングル
「恋人と呼べないDistance」すみれと共作（作曲:すみれ）
「もう誰の目も気にしない」（作曲:西本麻里 ）
「ずっと見つめていたかった」（作曲:西本麻里 ）（明日のStory c/w）
「君の空になりたい」（作曲:栗林誠一郎 ）
アルバム
MANISH
「恋人と呼べないDistance(130 Brand-New mix)」すみれと共作（作曲:すみれ ）
INDIVIDUAL
「もう誰の目も気にしない」（作曲:西本麻里 ）
「いつでも君に会いたかった」（作曲:西本麻里 ）
「ずっと見つめていたかった」（作曲:西本麻里 ）
Cheer!
「せつない自由」（作曲:西本麻里 ）
「さよならLazy Days」（作曲:西本麻里 ）
「君の空になりたい」（作曲: 栗林誠一郎）
- MAGIC

シングル
「あの夏が聴こえてくる」（作曲:織田哲郎）